# Theobroma
Theobroma là một chi thực vật có hoa thuộc tông Theobromateae, Phân họ Trôm leo, Họ Cẩm quỳ, Bộ Cẩm quỳ. Chi này gồm 5 phân đoạn với khoảng 20 loài phân bổ chủ yếu tại các vùng rừng nhiệt đới Trung Mỹ và Nam Mỹ.

## Tên gọi
Tên chi được lấy từ tiếng Hy Lạp θεός (theos) nghĩa là thiên thần, chúa, còn βρῶμα (broma) nghĩa là lương thực, thức ăn. Ghép lại thành tên chi Theobroma theo nghĩa lương thực của chúa.

## Phân loại
- Theobroma albiflora
- Theobroma angustifolium
- Theobroma bernoullii
- Theobroma bicolor
- Theobroma cacao
- Theobroma canumanense
- Theobroma gileri
- Theobroma glaucum
- Theobroma grandiflorum
- Theobroma hylaeum
- Theobroma mammosum
- Theobroma mariae
- Theobroma martiana
- Theobroma microcarpum
- Theobroma obovatum
- Theobroma simiarum
- Theobroma speciosum
- Theobroma spruceanum
- Theobroma stipulatum
- Theobroma subincanum
- Theobroma sylvestre
- Theobroma velutinum